# Grammomys brevirostris
Grammomys brevirostris  (Kryštufek, 2008) è un roditore della famiglia dei Muridi endemico del Kenya.

## Descrizione
Le dimensioni esterne dell'unico esemplare conosciuto non sono state riportate. Tuttavia si tratta di una specie più grande rispetto alle altre del genere Grammomys e con il rostro del cranio più corto e largo.

Le parti superiori sono bruno-rossicce nella parte mediana, color ruggine nella parte posteriore, i fianchi sono grigi, le parti ventrali sono bianche, mentre la demarcazione tra i due colori sui fianchi è netta ma senza alcuna linea arancione come le altre specie di Grammomys. La testa è più scura del dorso. Le labbra e le guance sono bianche. Il dorso dei piedi è bianco. La coda è uniformemente nera, senza alcun ciuffo terminale.

## Biologia

### Comportamento
È probabilmente una specie arboricola e notturna.

## Distribuzione e habitat
Questa specie è conosciuta soltanto da un esemplare femmina catturato nel 1973 presso Lemesikio, Loliondo, Pianure di Loita, Kenya sud-occidentale, ed ora conservato presso il Natural History Museum di Londra con numero di catalogo BM(NH) 76.838.

## Conservazione
Questa specie, essendo stata scoperta solo recentemente, non è stata sottoposta ancora a nessun criterio di conservazione.